# Araucaria montana
Araucaria montana (араукарія гірська) — вид хвойних рослин родини араукарієвих. Ендемік Нової Каледонії. Це дерево 10–40 м заввишки.

## Поширення, екологія
Цей вид зростає розкиданими групами по всьому головному острові Нова Каледонія. Зустрічається на висоті від 500 до 1400 м. Поширена в щільних і низьких вологих лісах і у високих макі.

## Морфологія
Стовпчасте дерево 10–40 м заввишки. Гілки численні і широкі, 15–22 мм у діаметрі. Кора темно-коричнева або сіра, відлущуючись в тонкі смужки або луски. Молоді листки лускоподібні, не пласкі, яйцеподібні, ланцетні, 10 мм довжиною 4–5 мм шириною, вершина вигнута. Дорослі листки лускоподібні, від чітко гострих до тупих, яйцюваті, 11–14 мм довжиною 7–8 мм шириною, вершина вигнута, жилки помітні. Чоловічі шишки циліндричні, 8–13.5 см довжиною 20–28 мм шириною, мікроспорофіли трикутні. Жіночі шишки 8–9 см в довжину і 6–8 см шириною. Насіння до 3,2 см довжиною, з овальними крилами і витягнутими горішками.

## Загрози та охорона
Відкриті гірничі роботи, пов'язані з ним заходи та збільшення пожеж є основними загрозами для цього виду за винятком місць на північному сході. У даний час відомий тільки з двох охоронних територій.